# Otto Arosemena
Otto Arosemena Gómez (ur. 19 lipca 1925, zm. 20 kwietnia 1984) – ekwadorski polityk i prawnik.
Pracował jako adwokat w Guayaquil. Od 16 listopada 1966 do 31 sierpnia 1968 sprawował tymczasowo urząd prezydenta Ekwadoru. Od 1979 do 1984 był przewodniczącym Istytucjonalistycznej Koalicji Demokratycznej (CID).
Jego kuzynem był Carlos Arosemena Monroy.